# Rihards Pīks
Rihards Pīks (n. 31 decembrie 1941, Riga, Letonia), este un om politic leton, membru al Parlamentului European în perioada 2004-2009 din partea Letoniei.
1. ↑  Rihards Piks, Munzinger Personen, accesat în 9 octombrie 2017
2. ↑  Deputații în Parlamentul European